# فرد ريتشموند
فرد ريتشموند (بالإنجليزية: Fred Richmond)‏ هو سياسي أمريكي، ولد في 15 نوفمبر 1923 في بوسطن في الولايات المتحدة. حزبياً، نشط في الحزب الديمقراطي. وقد انتخب عضو مجلس النواب الأمريكي.